# Conseil législatif du Nouveau-Brunswick
Le Conseil législatif du Nouveau-Brunswick est la Chambre haute du gouvernement du Nouveau-Brunswick, de 1785 au 7 avril 1892. Ses membres étaient nommés par le lieutenant-gouverneur du Nouveau-Brunswick.